# Escola do Teatro Bolshoi no Brasil
A Escola do Teatro Bolshoi no Brasil é uma tradicional escola de balé existente na cidade de Joinville, no estado de Santa Catarina. Fundada em 2000, é a única filial do Teatro Bolshoi de Moscou e possui alunos de vários estados brasileiros e de outros países. Tem como missão formar artistas cidadãos, promover e difundir a arte-educação.
O Brasil e a Rússia saudaram os 22 anos da abertura da escola durante encontro de Jair Bolsonaro com Vladmir Putin em fevereiro de 2022.

## A escola
A instituição foi fundada em 15 de março de 2000, é a única filial do Teatro Bolshoi. 
Um orgulho para o Brasil e para Joinville, cidade sede. A Escola do Teatro Bolshoi no Brasil, com professores russos e brasileiros, forma bailarinos com a mesma precisão, técnica e qualidade artística aplicados na Rússia. O método utilizado é o Vaganova. 
Além de ensino gratuito, os alunos da Escola Bolshoi recebem benefícios como alimentação, transporte, uniformes, figurinos, assistência social, orientação pedagógica, assistência odontológica preventiva, atendimento fisioterápico, nutricional e assistência médica de emergência/urgência pré-hospitalar. Para isso, devem apresentar bom rendimento na Escola Bolshoi e também no ensino médio e fundamental. Os alunos recebem educação, aprendem uma profissão, exercitam responsabilidade e constroem cidadania.
A seleção para alunos ocorre anualmente e compreende etapas que vão do despertar de jovens e crianças para o mundo das artes, até avaliações médicas e artísticas específicas. São disponibilizadas vagas para os cursos básicos e cursos técnicos da instituição.
A escola é uma instituição com personalidade jurídica, de direito privado, sem fins lucrativos. É mantida pele Governo do Estado de Santa Catarina, pela Prefeitura de Joinville e pelos “Amigos do Bolshoi”, constituído de empresas e pessoas físicas que apoiam o projeto através de serviços prestados pro bono e patrocínios não incentivados ou incentivados por leis de incentivo a cultura municipal, estadual e federal.

## Infraestrutura
O complexo escolar está localizado em um espaço de cerca de seis mil metros quadrados e oferece infraestrutura de alta qualidade para seus alunos. Suas instalações compreendem:
– 12 salas para aulas de balé com piso especial para dança 
– 10 estúdios de piano e percussão
– 2 salas para aulas teóricas
– Sala de ginástica
– 6 vestiários
– Laboratório cênico (Agrippina Vaganova)
– Biblioteca com laboratório de informática
– Ateliê
– Núcleo de saúde
– 3 espaços culturais
– Cantina
– Espaços administrativos

## Cia. Jovem ETBB
Em 2008, a Escola do Teatro Bolshoi no Brasil sentiu a necessidade de criar uma Companhia Jovem, para colher os frutos dos talentos desenvolvidos na instituição. A consolidação da Companhia Jovem da Escola do Teatro Bolshoi no Brasil responde à demanda por crescimento e desenvolvimento da dança no país. O padrão de excelência, que os bailarinos da Companhia Jovem trazem de sua formação, faz com que sejam reconhecidos em todos os seus trabalhos. A proposta da Companhia Jovem ETBB é manter-se ativa em apresentações públicas constantes; seus artistas devem atuar como agentes formadores de plateia e incentivadores de novas vocações.

## Cursos
- Curso técnico em dança clássica

(Parecer CEDP nº 188, aprovado em 14/09/2009)

### Matriz curricular
- Dança clássica
- Ginástica
- Dança popular histórica
- Música
- Repertório
- Dança a caráter
- Dança contemporânea
- Teatro
- Piano
- História da arte
- Dueto
- História da dança

## Visitação monitorada
A Escola do Teatro Bolshoi no Brasil está aberta para visitas, com cobrança de uma taxa, de segunda a sábado, em dois horários: 10h e 14h30. É necessário agendar a visita antecipadamente pelo fone (47) 3422-4070 Ramal 200 ou pelo e-mail recepcao@escolabolshoi.com.br . 
Através da visita monitorada todo o espaço físico e a história do Bolshoi no Brasil são apresentados. Estudantes e idosos pagam metade e crianças com até 7 anos não pagam. 